# Гайстталь
Гайстталь (нем. Geistthal) — коммуна (нем. Gemeinde) в Австрии, в федеральной земле Штирия. 
Входит в состав округа Фойтсберг.  Население составляет 943 человека (на 31 декабря 2005 года). Занимает площадь 36,35 км². Официальный код  —  61604.

## Политическая ситуация
Бургомистр коммуны — Энрико Райхер (СДПА) по результатам выборов 2005 года.
Совет представителей коммуны (нем. Gemeinderat) состоит из 9 мест.
- СДПА занимает 6 мест.
- АНП занимает 3 места.